# 圣马蒂亚什
圣马蒂亚什是葡萄牙贝雅区的一个堂区。总面积69.91平方公里，总人口654人，人口密度9.4人/平方公里。